# 謝嘉全
謝嘉全(英語名: Carlos)，排灣族人，出生於高雄市，是一名臺灣男歌手，畢業於高雄市私立道明高級中學，屏東大學應用英語學系。因與他人合唱道明中學的2016畢業曲〈夢想藍圖〉而聞名。